# Nagarejama
Nagarejama (japonsky 流山市) je město v prefektuře Čiba v Japonsku. K roku 2018 v ní žilo přibližně 189 tisíc obyvatel.

## Poloha
Nagarejama leží v prefektuře Čiba v oblasti Kantó na ostrově Honšú. V rámci prefektury hraničí na jihu s Macudem, na východě s Kašiwou a na severu s Nodou. Na západě hraničí s prefekturou Saitama, konkrétněji s jejími dvěma městy: s Misatou na jihozápadě a s Jošikawou na severozápadě.

## Dějiny
Městem je Nagarejama od roku 1967.